# 宇多津町立宇多津中学校
宇多津町立宇多津中学校（うたづちょうりつ うたづちゅうがっこう）は、香川県綾歌郡宇多津町にある公立中学校。

## 沿革
- 1947年（昭和22年）4月1日 - 開校。

## 校区
- 宇多津町全域

## 部活動

### 運動部
- 男女バスケットボール部
- サッカー部
- 男子野球部
- 女子ソフトボール部
- 男女バレーボール部
- 男女ソフトテニス部
- 男女バドミントン部
- 男女卓球部
- 剣道部
- 柔道部
- 陸上部

### 文化部
- 吹奏楽部
- 美術部
- 家庭科部
- 茶華道部
- 英会話部

## 教育目標
- 心豊かに、自ら求めて学びつづける生徒の育成

## 進学前小学校
- 宇多津町立宇多津小学校
- 宇多津町立宇多津北小学校

## 通学区域が隣接している学校
- 坂出市立坂出中学校
- 丸亀市立東中学校